# هوتن هخامنشی
هوتَن نام یکی از بزرگان پارسی در زمان هخامنشیان بود. او برادر کاساندان همسر کوروش بزرگ و دایی کمبوجیه، بردیا، آتوسا، روشنک و آرتیستونه بود. نام هوتن شکل فارسی امروزی اوتانه (Utāna) فارسی باستان است. این نام در منابع یونانی به شکل Ὀτάνης (اوتانس) درآمده است.
در سال ۵۲۲ پیش از میلاد، رؤسای هفت خانوادهٔ بزرگ پارسی که هوتن نیز یکی از آنان بود، با کشتن گئومات مغ که با جا زدن خود به جای بردیا فرزند کوروش بزرگ بر تخت نشسته بود، سلطنت را به داریوش بزرگ و خاندان هخامنشی بازگردانیدند.
پنج روز پس از کشته شدن گئومات، سران هفت خانواده دربارهٔ اقدامات آیندهٔ خویش در شوش به مذاکره نشستند. در جریان جلسهٔ تعیین نظام آیندهٔ حکومتی ایران، هوتن نظام حکومتی دموکراسی را برای آیندهٔ ایران پیشنهاد کرد و در نکوهش نظام پادشاهی سخن گفت، اما نظر او در آن نشست مورد استقبال قرار نگرفت، و حکومت پادشاهی در ایران تداوم یافت. پس از رسیدن داریوش بزرگ به شاهنشاهی، هوتن به فرماندهی سپاه حدود ساحلی منصوب شد.

## قیام هفت یار
گئومات غاصب بعد از رفتن کمبوجیه دوم به مصر خود را به‌جای بردیا پسر کوروش بزرگ معرفی کرده و با این حیله توانست بر تخت بنشیند. او بعد از دست انداختن به تاج و تخت، تمام زنان کمبوجیه را نیز در اختیار گرفت، یکی از این زنان فیدیما/فایدیم، دختر هوتن یکی از تواناترین نجبای ایران بود. اولین کسی که پس از هفت ماه فرمانروایی به گئومات ظنین شد که او فرزند کوروش نیست بلکه مرد شیادی است، هوتن بود. او از دختر خود پرس و جو کرد. دخترش گفت «من هرگز بردیا پسر کوروش را ندیده‌ام و نمی‌توانم او را از مغ تشخیص بدهم.» پدرش از او خواست که از آتوسا خواهر بردیا بپرسد که آیا او بردیای واقعی است یا نه. دخترش گفت «من وسیلهٔ گفتگو با آتوسا را ندارم و هیچ‌یک از زنان حرمسرا را هم ندیده‌ام چون همهٔ ما از هم جدا شده‌ایم.» وقتی کوروش حیات داشت، دستور داده بود تا گوش‌های مغ را ببرند. هوتن از دخترش خواست وقتی شوهرش در خواب است، دست بر گوش او بکشد، اگر گوش داشت همان بردیا است و اگر نداشت معلوم می‌شود که گئومات است. فیدیما زود فهمید که شوهرش گوش ندارد و نتیجهٔ تحقیق را به پدر اطلاع داد.
هوتن یک دستهٔ شش نفره از نجبای پارس را که به آن‌ها اطمینان داشت، تشکیل داد و با ورود داریوش از پارس تصمیم اتخاذ شد که او را نیز در گروه خویش وارد سازند. این هفت تن با هم قسم خوردند که برای دفع غاصب اقدام کنند.
نام این هفت تن از این قرار است:
| ترتیب | در کتاب هرودوت          | در کتیبه بیستون |
| ----- | ----------------------- | --------------- |
| ۱     | اوتانس                  | اوتانه          |
| ۲     | اسپاتینس/اسپاکانه       | اردومنش         |
| ۳     | گوبریاس                 | گئوبروه         |
| ۴     | اینتافرنس               | وین‌دِفرنه        |
| ۵     | مگابیز                  | بغابوخش         |
| ۶     | هیدارنس                 | ویدرنه          |
| ۷     | داریوش، شاهزاده هخامنشی | داریوش          |

هفت یار وفادار بر آن شدند که بی‌درنگ بر غاصب بتازند و پس از ادای فریضه و دعا و نیایش برای پیروزی به طرف قصر شتافتند. مغ که در تالار بود گریخت و به خوابگاهی پناه برد و کوشید در را بر روی مهاجمان قفل کند اما دو نفر از ایشان داریوش و گوبریاس به او رسیدند و گوبریاس، مغ را در بازوان خود گرفت. داخل اتاق تاریک بود. داریوش که نگران زخمی کردن گوبریاس بود بالاخره خنجر خود را فرو برد و خوشبختانه به گوبریاس اصابت نکرده و پیکر مغ را درید.
هرودوت می‌نویسد، در پی کشته شدن گئومات و در طی مذاکره راجع به تعیین نوع حکومت ایران در زمان داریوش بزرگ هوتن پیشنهاد حکومت دموکراسی را به داریوش داده است.
بعد از به سلطنت رسیدن داریوش، دختر هوتن، فیدیما همان بانو که راز مغ را فاش کرد، با داریوش ازدواج کرد.

## رسیدن هوتن به فرماندهی سپاه

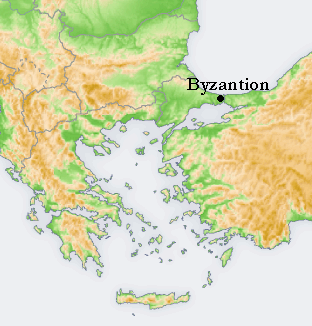
شهر باستانی بیزانس، استانبول کنونی

داریوش پس از به سلطنت رسیدن، هوتن را به فرماندهی سپاه حدود ساحلی برگزید. هوتن پس از رسیدن به مقام فرماندهی شهر بیزانس (استانبول کنونی) و کالسدون (قاضی‌کوی در استانبول کنونی) و انتاندروس در ترود و نیز لمپونیوم را تسخیر کرد. سپس به تصرف لمنوس و ایمبروس پرداخت. این هر دو جزیره در دریای اژه بود و در دست پلاسگه‌ها. بعد از این فتوحات آشوب و شورش یک چند برطرف شد تا اینکه باز در ایونیه شورش اتفاق افتاد.
شهر بیزانس و کالسدون یا خالکدون و ترود پیش از لشکرکشی داریوش به طرف سکاها تسخیر شده بود. از قرار معلوم این نقاط در حین قشون‌کشی مزبور شورش و از پرداخت باج امتناع کرده بودند.

## خانواده
هوتن پسر فرناسپ و برادر کاساندان همسر کوروش بزرگ بود. او پدر فیدیما، همسر کمبوجیه فاتح و داریوش بزرگ بود. وی همچنین دختر کوچکتری به نام اماستری داشت که با خشایارشا ازدواج کرد و مادر اردشیر یکم، امیتیس و روزگونه بود.